# Чуваші (Новосибірська область)
Чуваші (рос. Чуваши) — село у Сєверному районі Новосибірської області Російської Федерації.
Входить до складу муніципального утворення Чувашінська сільрада. Населення становить 315 осіб (2010).

## Історія
Згідно із законом від 2 червня 2004 року органом місцевого самоврядування є Чувашінська сільрада.

## Населення
| 2002 | 2007 | 2010 |
| ---- | ---- | ---- |
| 324  | ↘307 | ↗315 |